# Вольне (Польща)
Вольне (пол. Wolne) — село в Польщі, у гміні Штабін Августівського повіту Підляського воєводства.
Населення — 73 особи (2011).
У 1975-1998 роках село належало до Сувальського воєводства.

## Демографія
Демографічна структура станом на 31 березня 2011 року:
|          | Загалом | Допрацездатний вік | Працездатний вік | Постпрацездатний вік |
| -------- | ------- | ------------------ | ---------------- | -------------------- |
| Чоловіки | 34      | 6                  | 23               | 5                    |
| Жінки    | 39      | 9                  | 20               | 10                   |
| Разом    | 73      | 15                 | 43               | 15                   |